# هانس جورج وندرليش
هانس جورج وندرليش (بالألمانية: Hans Georg Wunderlich)‏ هو جيولوجي ألماني، ولد في 19 يناير 1928 في شتوتغارت في ألمانيا، وتوفي بنفس المكان في 28 مايو 1974.